# Donny Montell
Donatas Montvydas (nascut el 22 d'octubre de 1987), més conegut pel seu nom artístic Donny Montell, és un cantautor lituà, famós per haver representat el seu país al Festival d'Eurovisió de 2012 i de 2016. Nascut a Vilnius, el seu pare és conegut al país com el bateria del grup de rock Plackartas, mentre que la seva mare és gimnasta. La seva carrera debuta de ben jove amb la participació en diferents concursos televisius, com el Dainų Dainelė. Musicalment, sembla estar influenciat entre altres per Michael Jackson, Queen.

## Discografia

### Àlbums
- Donny Montell (2012)
- #BLCK (2016)